# El Horizonte I
El Horizonte I är en ort i Mexiko.   Den ligger i kommunen Escuintla och delstaten Chiapas, i den sydöstra delen av landet, 800 km sydost om huvudstaden Mexico City. El Horizonte I ligger 1 721 meter över havet och antalet invånare är 129.
Terrängen runt El Horizonte I är bergig åt nordväst, men åt sydost är den kuperad. Runt El Horizonte I är det ganska tätbefolkat, med 78 invånare per kvadratkilometer. Närmaste större samhälle är Belisario Domínguez, 12,9 km sydost om El Horizonte I. I omgivningarna runt El Horizonte I växer i huvudsak städsegrön lövskog.